# Frieboeshvile
Frieboeshvile er et landsted beliggende Lyngby Hovedgade 2 i Kongens Lyngby nord for København, hvor vejen møder Kongevejen.
Hovedbygningen i rokokostil stammer fra 1756–1758, og Frieboeshvile anvendes nu til byhistorisk samling for Lyngby-Taarbæk Kommune. Bygherren var den københavnske apoteker August Günther, men arkitekten er ukendt. Hans forbogstaver AG ses over døren på facaden, og indvendigt i huset genfinder man dem på 1. sal, i loftet ved det midterste vindue ud mod Kongevejen. Det enetages hus er hvidpudset, har sandstensdetaljer og krones af et mansardtag.
Ejendommen hed frem til 1846 Vildnisset, og den kom i 1782 til at tilhøre den hovedrige agent og skibsreder Andreas Bodenhoff. Hans datter Gjertrud Cathrine arvede huset i 1794, og da hun året efter blev gift med ritmester, senere general Frederik Caspar Conrad Frieboe, kom han derved til at eje stedet, der senere fik navn efter ham. Frieboeshvile var oprindelig Danmarks mindste fideikommis og skulle som sådan stedse tjene som bolig for general Frieboes familie. Generalen, hans hustru og to af hans efterkommere ligger begravet i haven.
General Frieboe havde ikke legitime arvinger, og fideikommisset gik derfor i arv til hans søsters søn, oberstløjtnant F.C.C. Funch, og dennes efterkommere. Slægten Funch ejede Frieboeshvile indtil 1953 og beboede det til 1966. Efter lensafløsningsloven 1919 overgik ejendommen til fri rådighed og blev samtidig fredet i 1918.
G.F. Duckwitz, der spillede en central rolle i forbindelse med redningen af de danske jøder, boede i Frieboeshvile både under 2. verdenskrig og senere som Vesttysklands ambassadør i Danmark (1955-58). En mindeplade for Duckwitz ses på bygningen.
Lyngby-Taarbæk Kommune erhvervede i 1953 landstedet efter Funch-familien. I 1977 blev hovedbygningen restaureret, hvorved de klassicistiske interiører fra general Frieboes ejertid blev draget frem igen, og bygningen fik nyt tag af glaserede sorte teglsten. Oprindeligt havde den spåntag af træ, men siden 1867 har den haft skifertag.
Parken har bevaret enkelte træk fra general Frieboes tid. Foruden gravstedet er her en grotte, hvorfra der har været nedgang til en nu sammenstyrtet frugtkælder. En tidligere voliere er desuden ombygget til lysthus.